# Титиречи (Валча)
Титиречи (рум. Titireci) насеље је у Румунији у округу Валча у општини Бунешти. Oпштина се налази на надморској висини од 287 m.

## Становништво
Према подацима из 2002. године у насељу је живело 256 становника, од којих су сви румунске националности.